# Spinospasma hynesi
Spinospasma hynesi är en skalbaggsart som beskrevs av Stefan von Breuning 1970. Spinospasma hynesi ingår i släktet Spinospasma och familjen långhorningar. Inga underarter finns listade i Catalogue of Life.